# Cautivos del Templo

Cautivos del Templo es la séptima novela de la serie Aprendiz de Jedi, basada en el universo de Star Wars, y está escrita por Jude Watson. Fue publicada por Scholastic Press en inglés (abril de 2000) y por Alberto Santos Editor en español.

## Argumento
El Templo sufre una oleada de ataques. Obi-Wan Kenobi ha vuelto a la Orden Jedi y siente al afrontar la crisis con su maestro, que nada es igual y que su maestro no está seguro de seguir guiándolo en los caminos de la Fuerza.